# جوناثان ليفي
جوناثان ليفي (بالسويدية: Jonathan Levi)‏ (23 يناير 1996 بالسويد - ) هو لاعب كرة قدم سويدي في مركز الوسط. لعب مع نادي روسنبورغ.

## وصلات خارجية
- جوناثان ليفي على موقع اتحاد السويد (السويدية)
- جوناثان ليفي على موقع قاعدة بيانات كرة القدم.إي يو (الإنجليزية)
- جوناثان ليفي على موقع ناشيونال فوتبول تيمز (الإنجليزية)
- جوناثان ليفي على موقع Soccerway.com (الإنجليزية)